# Stefan Edward Tomaszewski
Stefan Tomaszewski (ur. 16 sierpnia 1890 w Wilkowie, pow. leszczyński, zm. w kwietniu lub maju 1940 w Charkowie) – major administracji Wojska Polskiego, w 1939 dowódca batalionu KOP „Kopyczyńce”, kawaler Orderu Virtuti Militari, ofiara zbrodni katyńskiej.

## Życiorys
Syn Michała i Eleonory z domu Lenartowskiej. Uczył się w gimnazjum w Poznaniu i Ostrowie Wielkopolskim. Zdał maturę w 1909.
W okresie I wojny światowej służył w armii Cesarstwa Niemieckiego, od 1914 do 1919. Brał udział w powstaniu wielkopolskim. W 1919 roku wstąpił do Wojska Polskiego i służył w 70 pułku piechoty. W jednostce walczył w wojnie polsko-bolszewickiej, za swoje czyny został odznaczony Krzyżem Srebrnym Orderu Virtuti Militari.
Po zakończeniu działań wojennych pozostał w wojsku i w 1922 roku został zweryfikowany do stopnia porucznika piechoty ze starszeństwem z dniem 1 czerwca 1919 roku. Po wojnie służył w 70 pułku piechoty. W 1924 roku został awansowany na kapitana piechoty ze starszeństwem z dniem 15 sierpnia 1924 roku. W 1927 roku przeniesiony do Korpusu Ochrony Pogranicza do batalionu „Krasne” na stanowisko dowódcy kompanii szkolnej. Na stopień majora został mianowany ze starszeństwem z 19 marca 1938 i 28. lokatą w korpusie oficerów administracji, grupa administracyjna.

W sierpniu 1939 roku został mianowany dowódcą batalionu KOP „Kopyczyńce”. Po agresji ZSRR na Polskę w nieznanych okolicznościach dostał się do niewoli sowieckiej i przebywał w obozie w Starobielsku. Wiosną 1940 roku został zamordowany przez funkcjonariuszy NKWD w Charkowie i pogrzebany w bezimiennej mogile zbiorowej w Piatichatkach, gdzie od 17 czerwca 2000 roku mieści się oficjalnie Cmentarz Ofiar Totalitaryzmu w Charkowie. Figuruje na Liście Starobielskiej NKWD pod pozycją 3366.
5 października 2007 roku minister obrony narodowej Aleksander Szczygło mianował go pośmiertnie na stopień podpułkownika. Awans został ogłoszony 9 listopada 2007 roku w Warszawie, w trakcie uroczystości „Katyń Pamiętamy – Uczcijmy Pamięć Bohaterów”.

## Ordery i odznaczenia
- Krzyż Srebrny Orderu Virtuti Militari nr 4523[3]
- Krzyż Walecznych[15]
- Złoty Krzyż Zasługi (1938)[16]
- Srebrny Krzyż Zasługi (14 października 1934)[17][18]
- Medal Pamiątkowy za Wojnę 1918–1921[2]
- Medal Dziesięciolecia Odzyskanej Niepodległości[2]